# Gonocephalus bellii
Espèce
Synonymes
- Lophyrus bellii Duméril & Bibron, 1837

Gonocephalus bellii est une espèce de sauriens de la famille des Agamidae.

## Répartition
Cette espèce se rencontre dans le sud de la Thaïlande, en Malaisie et au Kalimantan en Indonésie.

Gonocephalus bellii
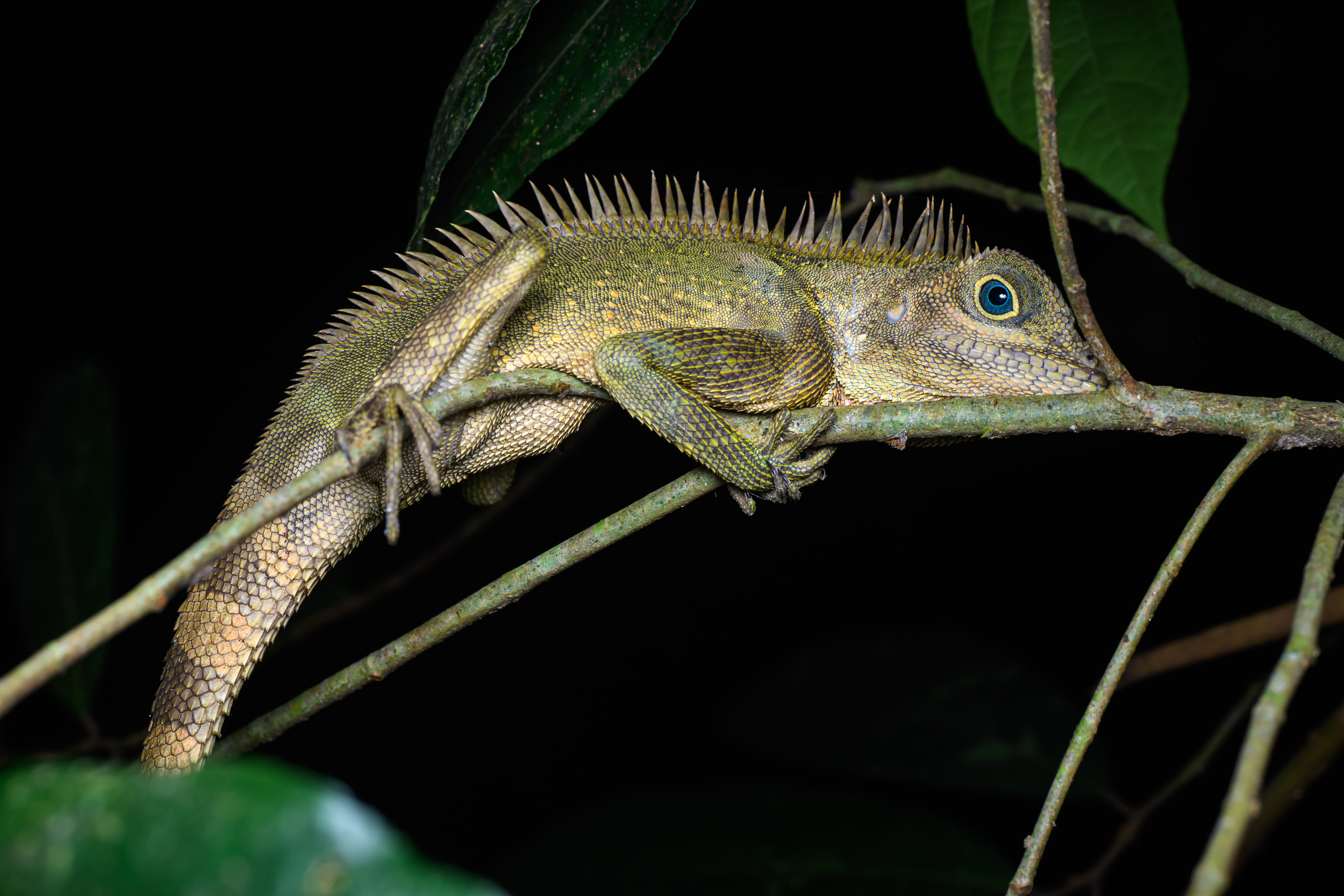
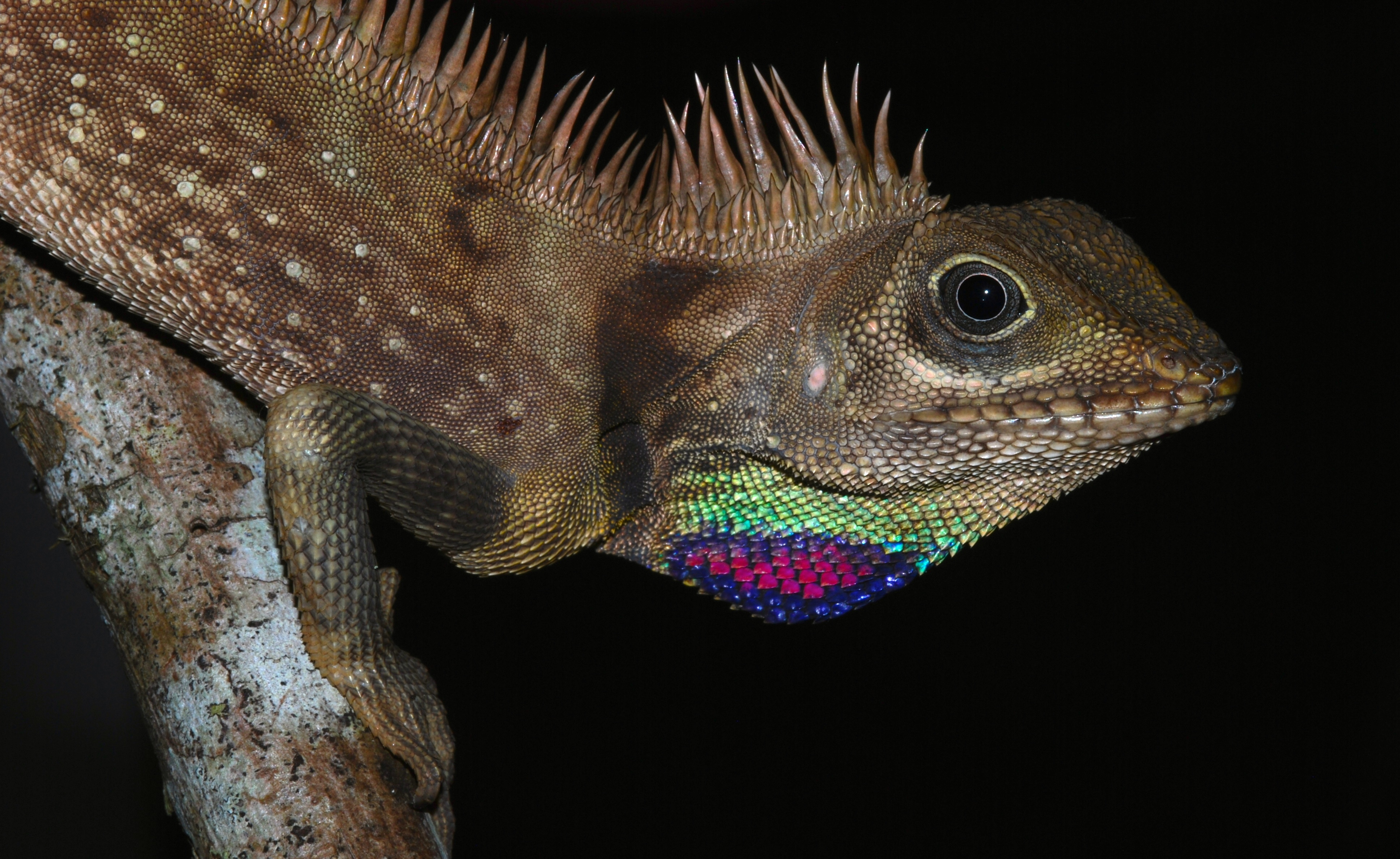
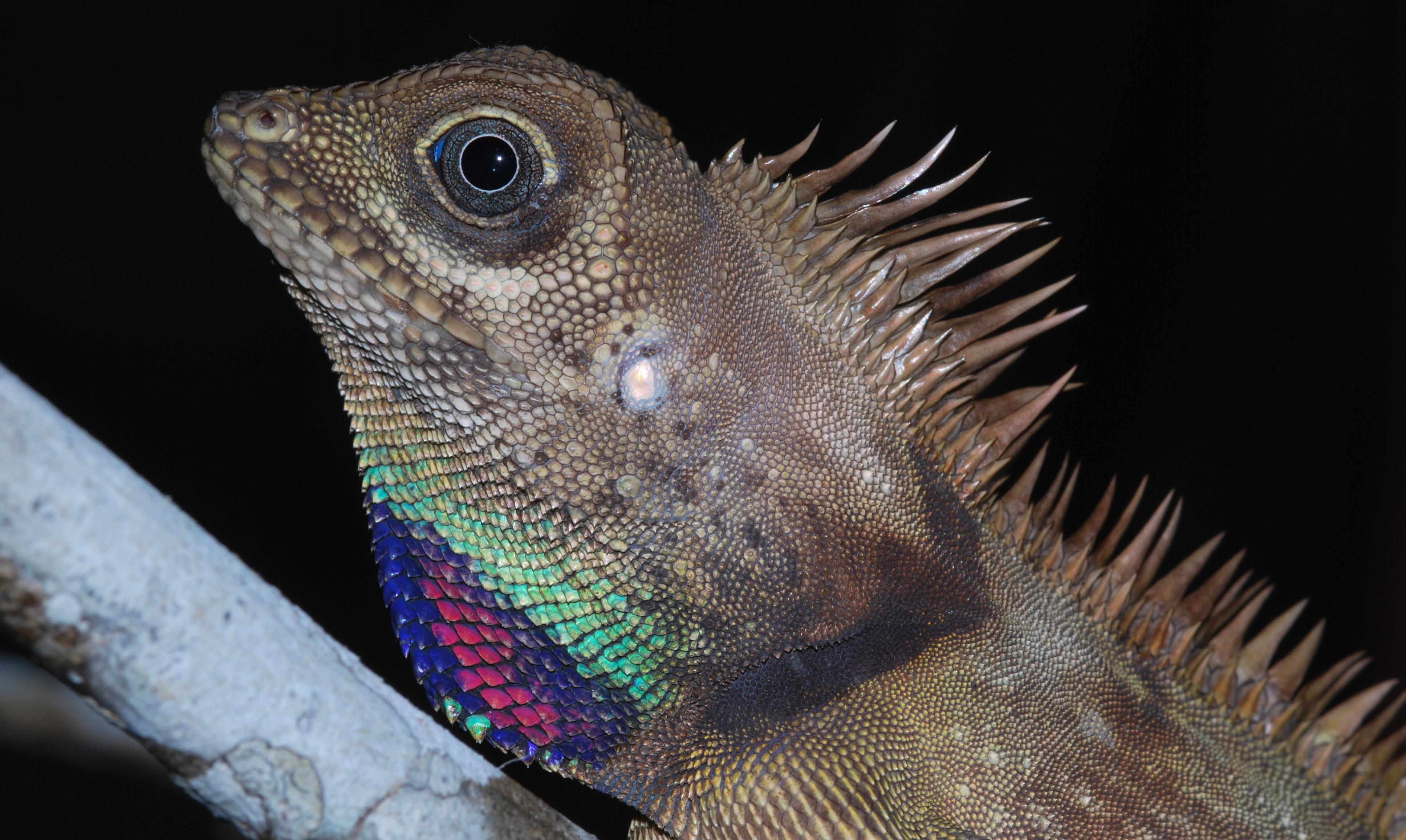
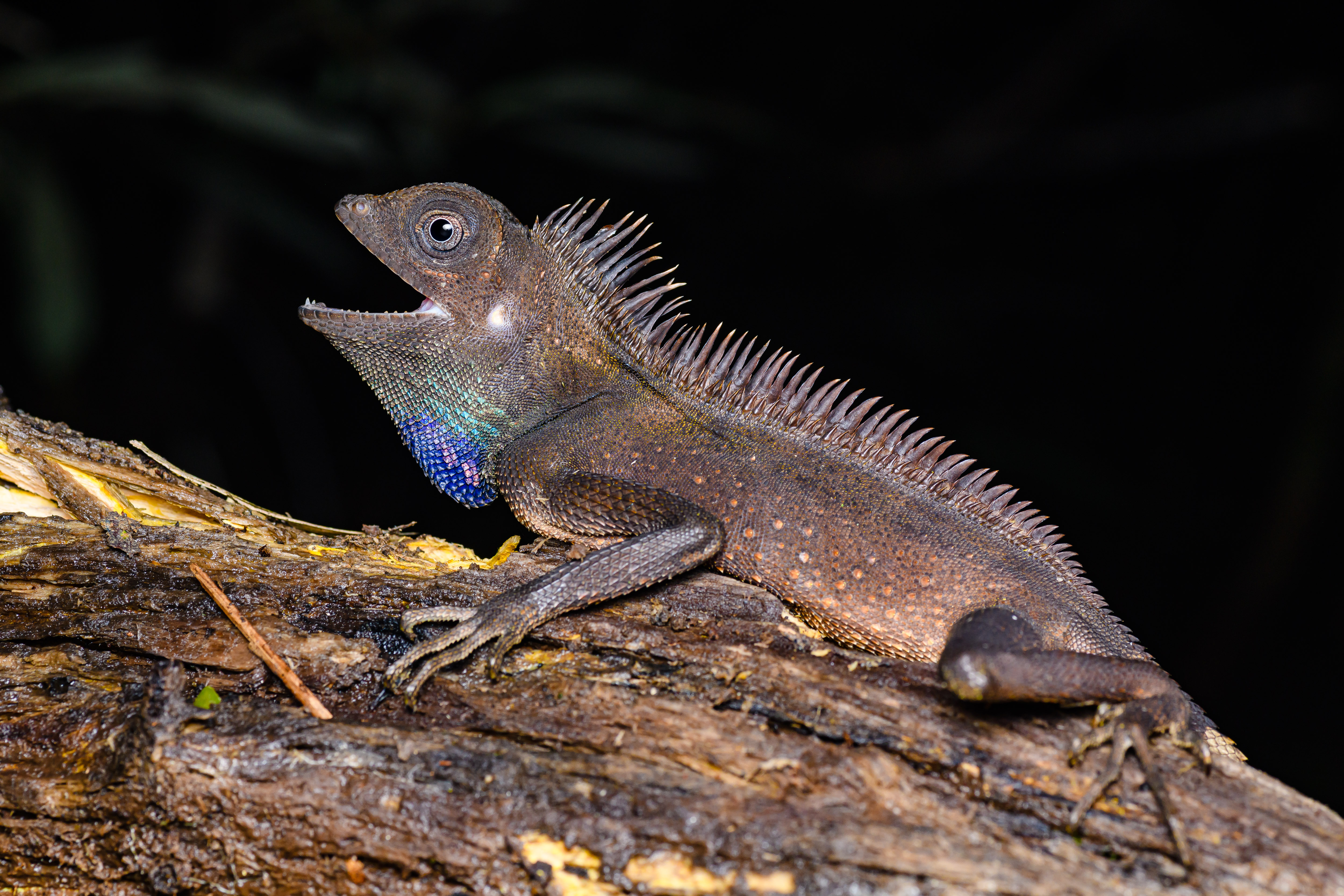

## Étymologie
Cette espèce est nommée en l'honneur de Thomas Bell.

## Publication originale
- Duméril & Bibron, 1837 : Erpétologie Générale ou Histoire Naturelle Complète des Reptiles. Librairie. Encyclopédique Roret, Paris, vol. 4, p. 1-570 (texte intégral).